# Зальцбургский фестиваль
Зальцбургский фестиваль (нем. Salzburger Festspiele) — ежегодный летний музыкальный фестиваль в австрийском Зальцбурге, один из наиболее известных в мире. В программу Зальцбургского фестиваля входят, главным образом, концерты академической музыки и музыкально-театральные спектакли.

## История
С 1877 года в Зальцбурге нерегулярно проходили музыкальные фестивали. Новая эпоха в истории фестиваля началась в 1920 году. Для развития фестиваля много сделали писатель Гуго фон Гофмансталь, композитор Рихард Штраус, музыковед и пианист Рудольф Рети, режиссёр Макс Рейнхардт, декоратор Альфред Роллер, директор Венской оперы Франц Шальк и другие. Сначала в программу фестиваля входили камерные и симфонические концерты, в 1922 году были поставлены четыре оперы Моцарта. Первоначально в репертуаре были сочинения преимущественно австро-немецких композиторов (Моцарта, Глюка, Р. Штрауса и других). В последующие годы в программу были включены сочинения других авторов, осуществлены многие мировые премьеры.
В фестивале принимали участие крупнейшие дирижёры XX века: Артуро Тосканини, Бруно Вальтер, Вильгельм Фуртвенглер, Герберт фон Караян и др. С 1967 года в Зальцбурге также проводится Зальцбургский пасхальный фестиваль, организованный Караяном.
Спектакли и концерты проходят в Большом фестивальном дворце и на других площадках.
За последние годы Зальцбургский фестиваль зарабатывал в среднем около €30 млн за лето (€29,7 млн в 2016-м, €30,3 млн в 2018-м, €31,2 млн в 2019-м). В этот раз чистый доход составил только €8,7 млн. Всему виной, понятно, пандемия. Если несколько прошлых фестивалей собирали по 220 тыс. зрителей (в 2019-м даже и все 230 тыс.) из примерно 80 стран мира, то летом 2020 года фестивальные мероприятия собрали в Зальцбурге только 76,5 тыс. человек; количество представленных стран, как можно было предположить, упало до 39.

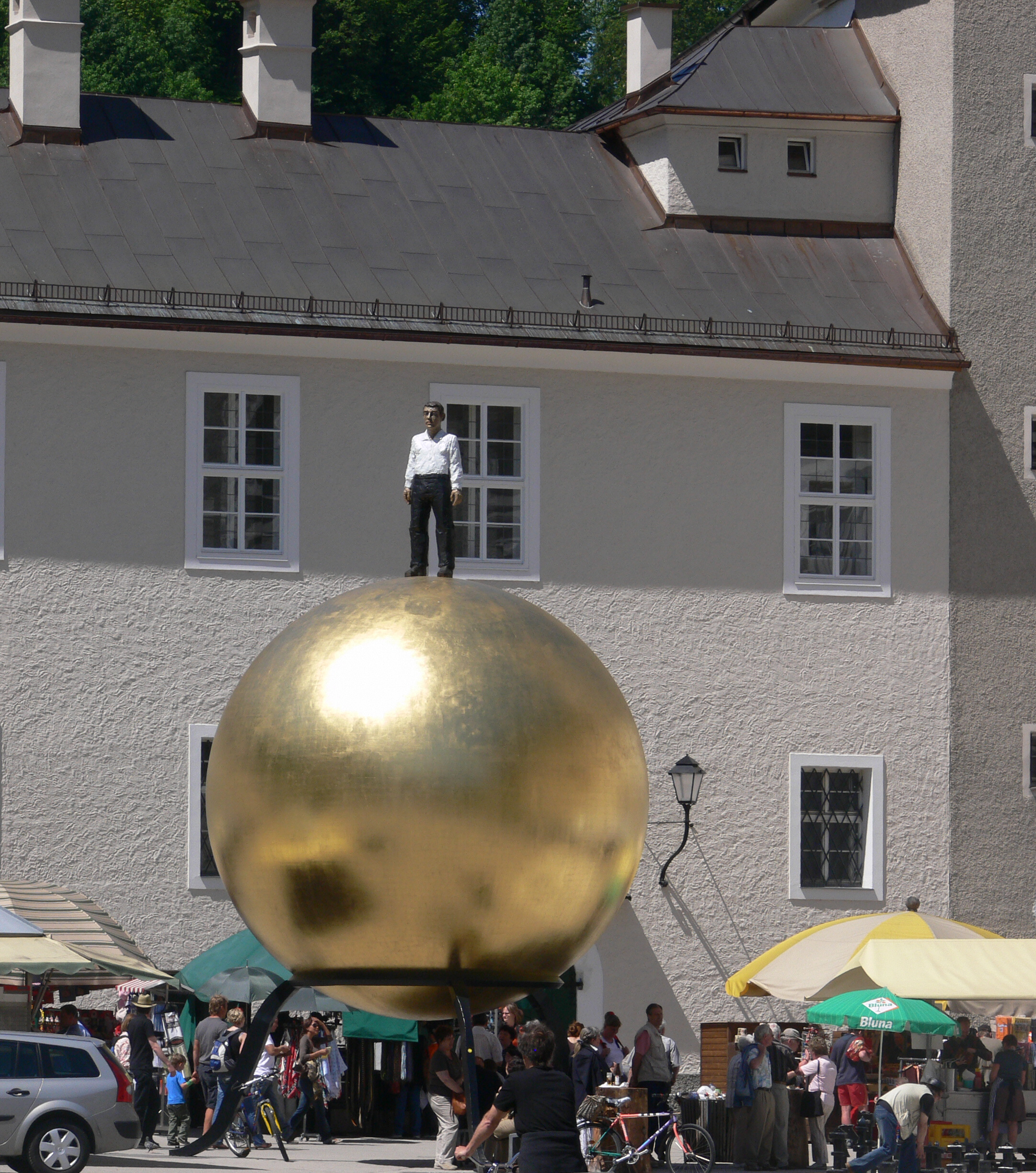
Штефан Балькенхоль. «Сфера». Художественный проект «Зальцбург 2007». Капительплац. Зальцбург

Президентом Зальцбургского фестиваля с 1995 года является Хельга Рабль- Штадлер.

## Постановки
Некоторые из мировых премьер, состоявшиеся в рамках фестиваля: «Антигона» Орфа (1952), «Процесс» Готфрида фон Эйнема (1953). В 1965 здесь была поставлена опера М. Мусоргского «Борис Годунов» (дирижёр Герберт фон Караян). Среди постановок последних лет оперы «Женщина без тени» Р. Штрауса (1992), «Похождения повесы» Стравинского (1994), «Великий мертвиарх» Лигети (1997).